# 裕安路站
裕安路站为中华人民共和国安徽省芜湖市鸠江区银湖北路与裕安路交口南侧的一座单轨车站，属于芜湖轨道交通1号线。2021年11月3日投入运营。

## 车站结构
裕安路站为地上三层车站，一层为出入口，二层为车站大堂，三层为车站站台，设有一个岛式站台，并设有半高屏蔽门。车站北侧设有一条存车线。

### 车站楼层
| 地上三层 | 轨道（西）         | █ 1号线往白马山（武夷山路）  |
| 地上三层 | 岛式站台，左側開门 |                              |
| 地上三层 | 轨道（东）         | █ 1号线往保顺路（港湾路）    |
| 地上二层 | 站厅               | 客服中心、自动售票机、验票机 |
| 地面     | 出入口             | 1-2出入口                    |

## 车站出口
裕安路站共设2个出口，各出口及周围设施如下所示：
|                                       |      |              |                                                                                                  |
| 出口编号                              | 照片 | 地点         | 可到达目的地                                                                                     |
| 出口 · 1L · 升降机标志 · 扶手电梯标志 |      | 银湖北路东侧 | 银湖科技园、银湖华庭、银湖公馆                                                                   |
| 出口 · 2L · 扶手电梯标志              |      | 银湖北路西侧 | 芜湖海关、国家税务总局芜湖经济技术开发区税务局、芜湖经济技术开发区管理委员会、芜湖市第六人民医院 |
| 註： 設有 \| 設有扶手電梯             |      |              |                                                                                                  |

## 接驳交通

### 公交车
- 银湖北路裕安路：611、游5路
- 科创中心：游5路
- 第六人民医院：236、611路

## 图集

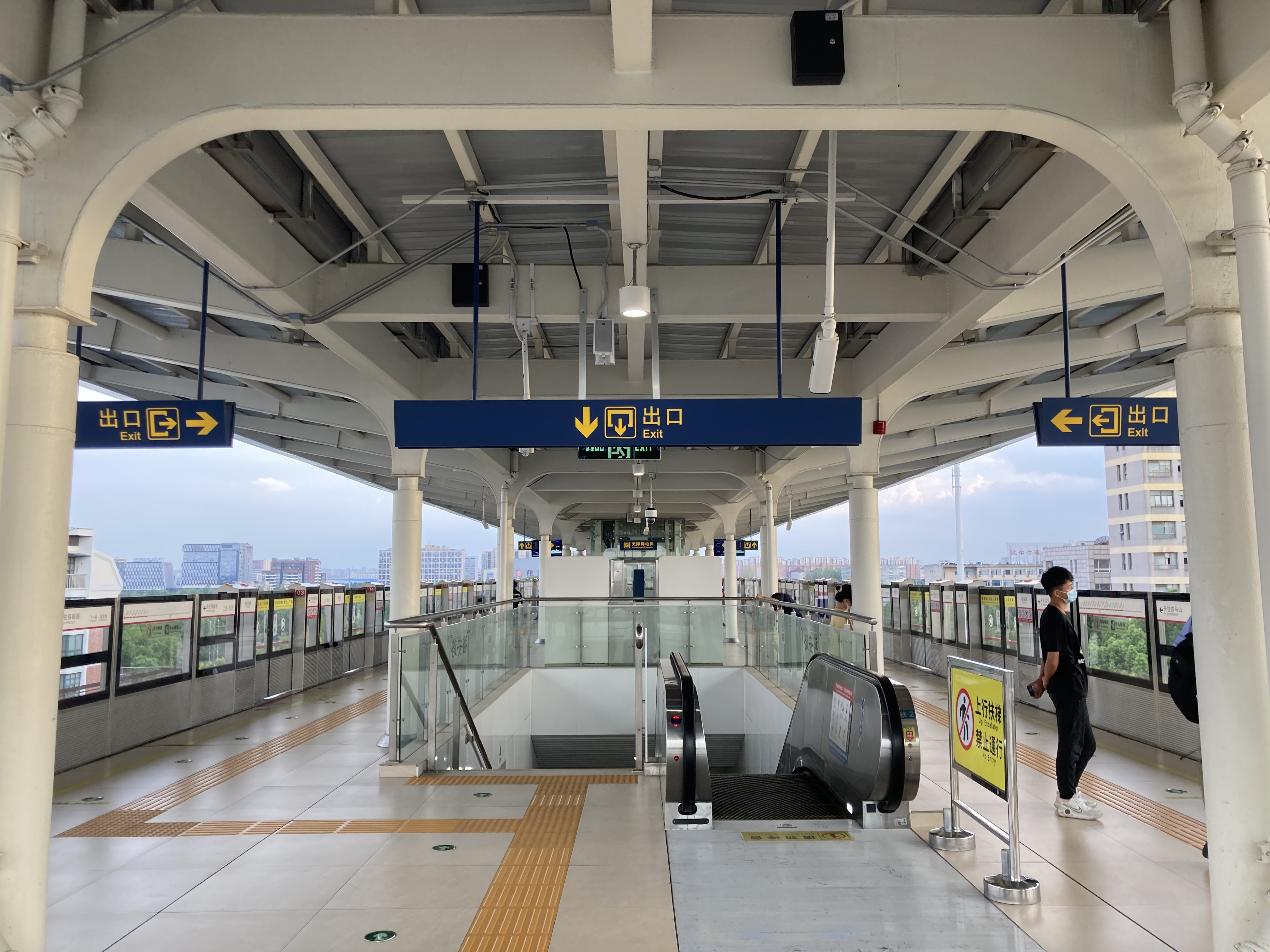
裕安路站站台。
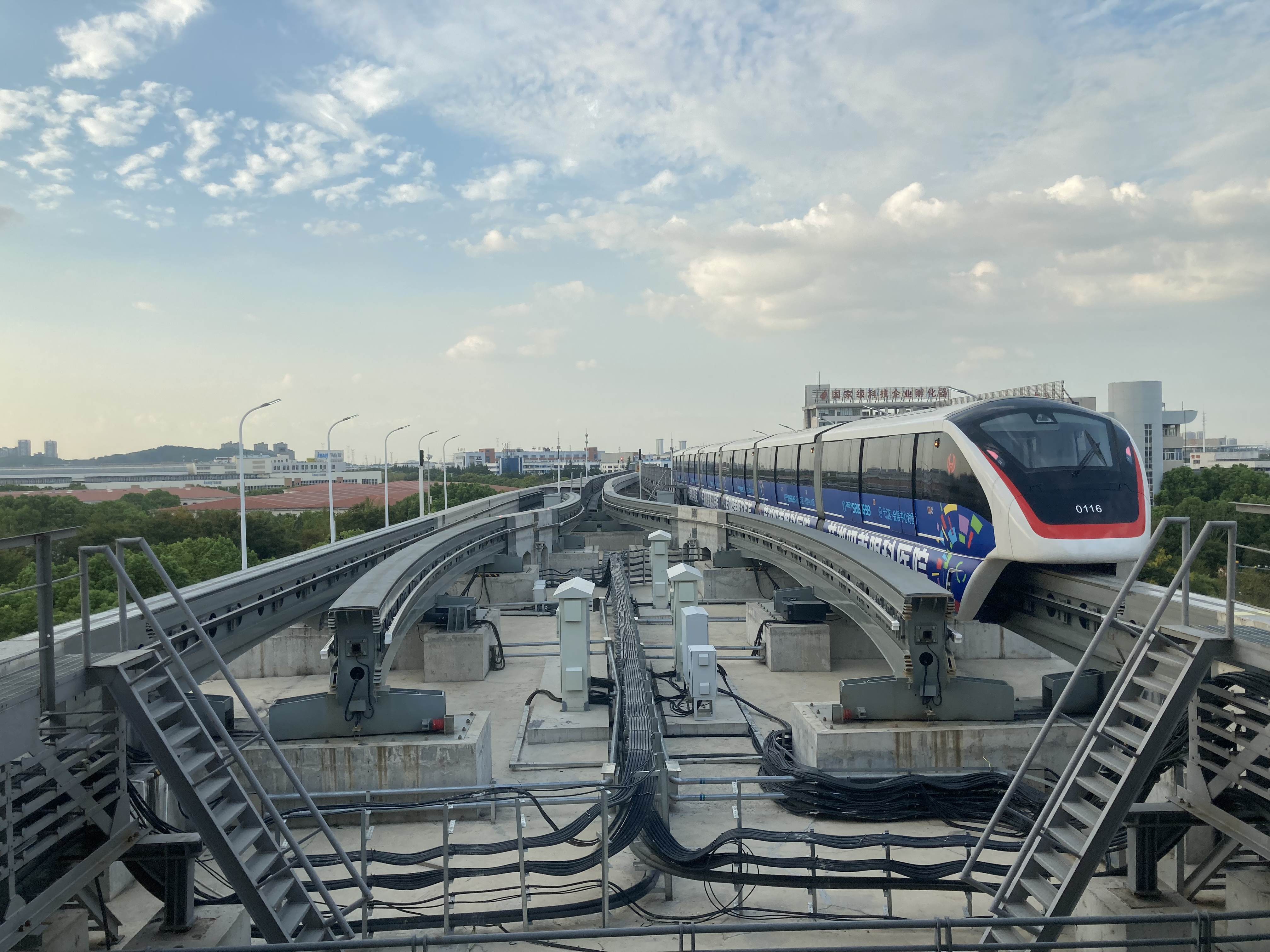
裕安路站北侧存车线。
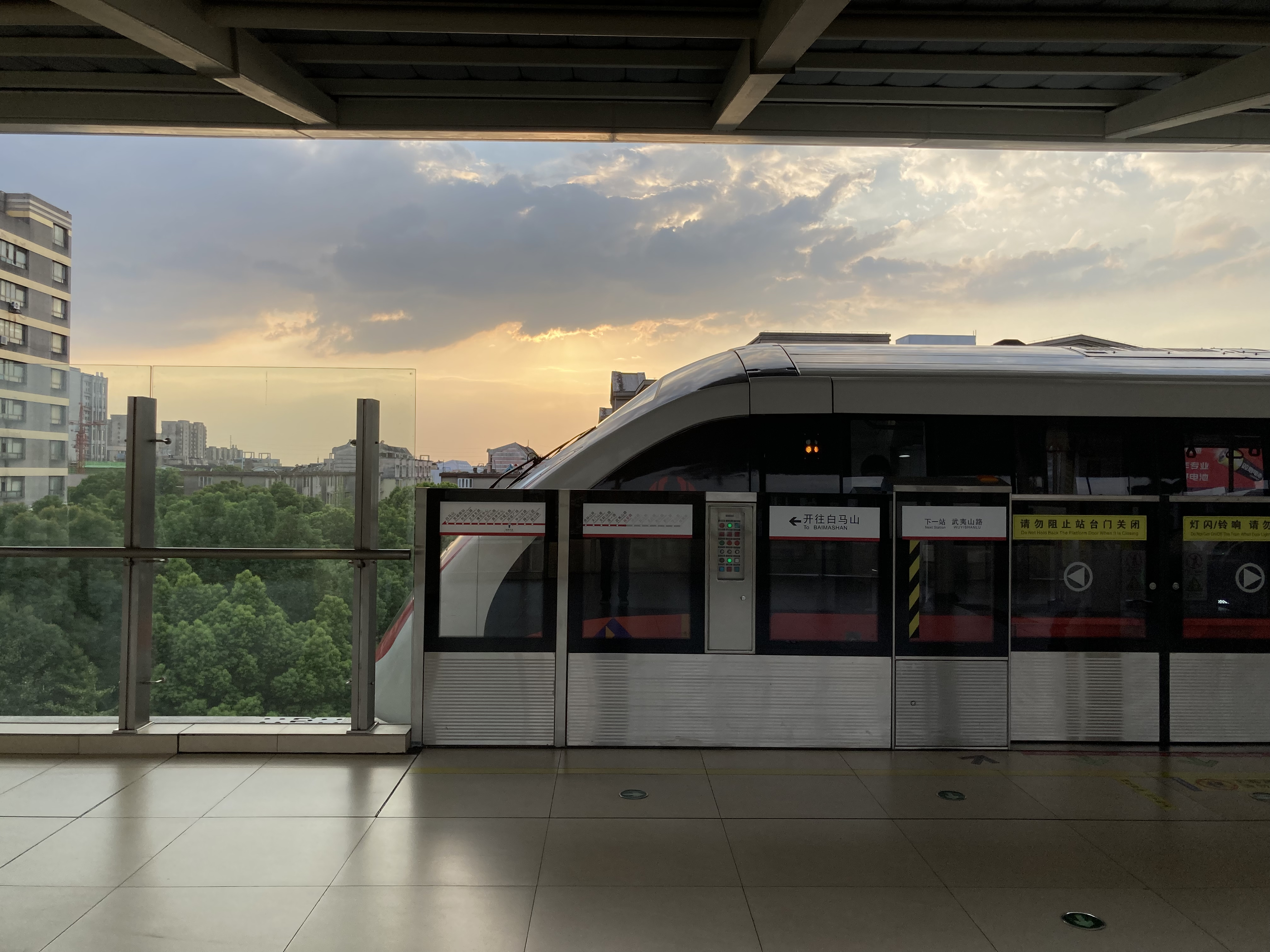
1号线列车停靠于裕安路站。